# Ferrocarril de Vladikavkaz
El ferrocarril de Vladikavkaz (del ruso: Владикавка́зская желе́зная доро́га) fue una línea de ferrocarril que operó de 1875 a 1918. Pasó a formar parte de la red del Ferrocarril del Cáucaso Norte. La línea cruzaba los territorios de los óblast de Kubán, Térek y Daguestán, el óblast de la Hueste del Don y las gubernias de Chernomore, Stávropol, Astracán y Sarátov. Tuvo un importante papel en el desarrollo del Cáucaso Norte, en especial favoreciendo la exportación de grano hacia Europa occidental a través del puerto de Novorosíisk

## Principales líneas de la red
Los principales tramos de esta red de ferrocarril eran los siguientes (entre paréntesis el año en que se puso en funcionamiento):
- Rostov — Vladikavkaz (1875)
- Tijoretsk - Novorosíisk (1887-1888)
- Beslán - Petrovsk (1894)
- Mineralnye Vody - Kislovodsk (1894)
- Kavkázskaya - Stávropol (1899)
- Tijoretsk - Tsaritsyn (1897-1899)
- Petrovsk - Biləcəri (1900)
- Kavkázskaya - Yekaterinodar
- Bataisk - Azov-Port (1912)
- Gueórguiyevsk - Budiónnovsk (1914-1918)
- Projladni - Naúrskaya (1916)
- Beslán - Vladikavkaz (1914-1918)
- Kotliarévskaya - Nálchik (1914-1918)
- Shamjal - Temir-Jan-Shurá (1914-1918)

## La construcción

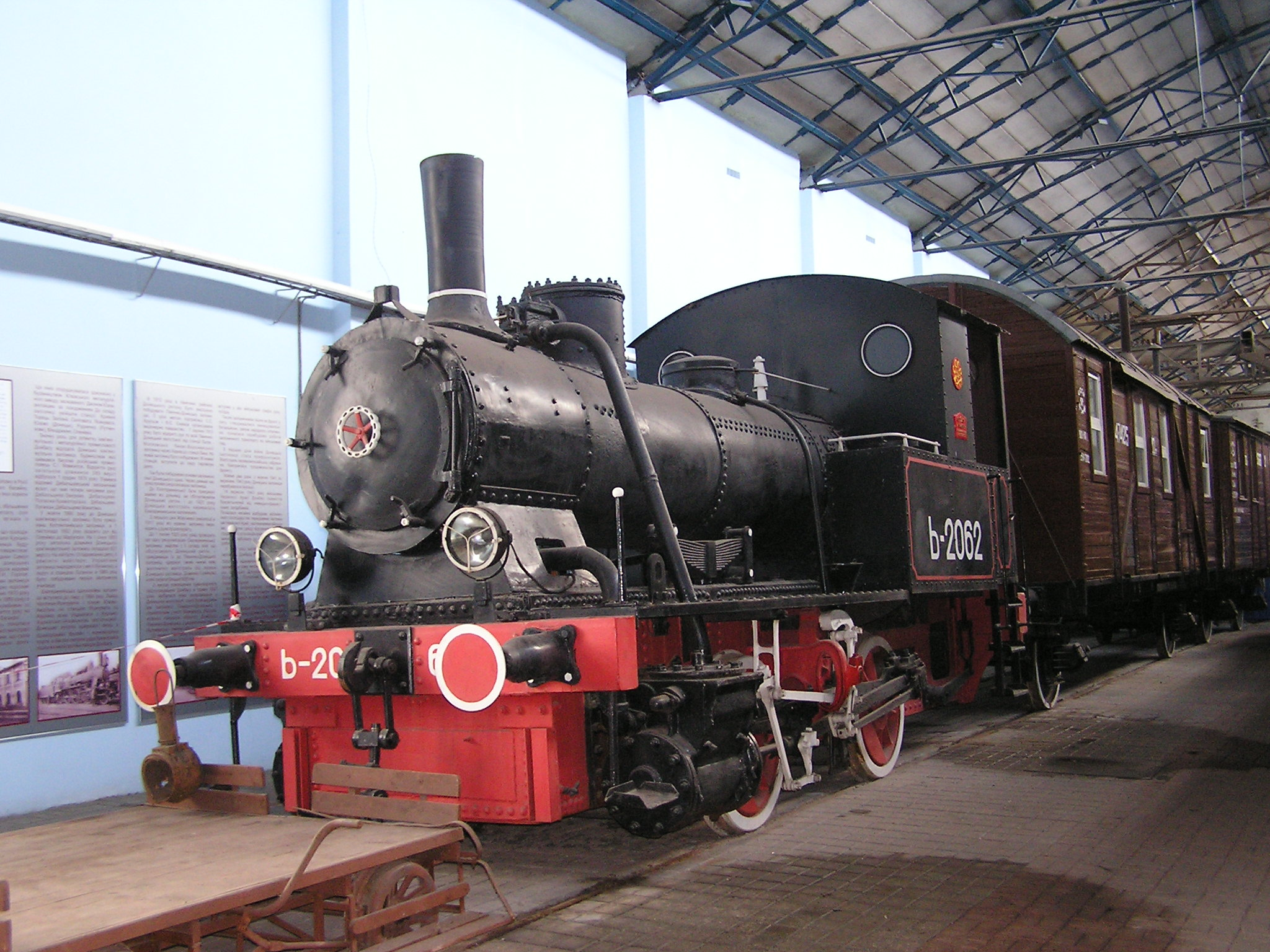
Locomotora B del Ferrocarril de Donetsk.

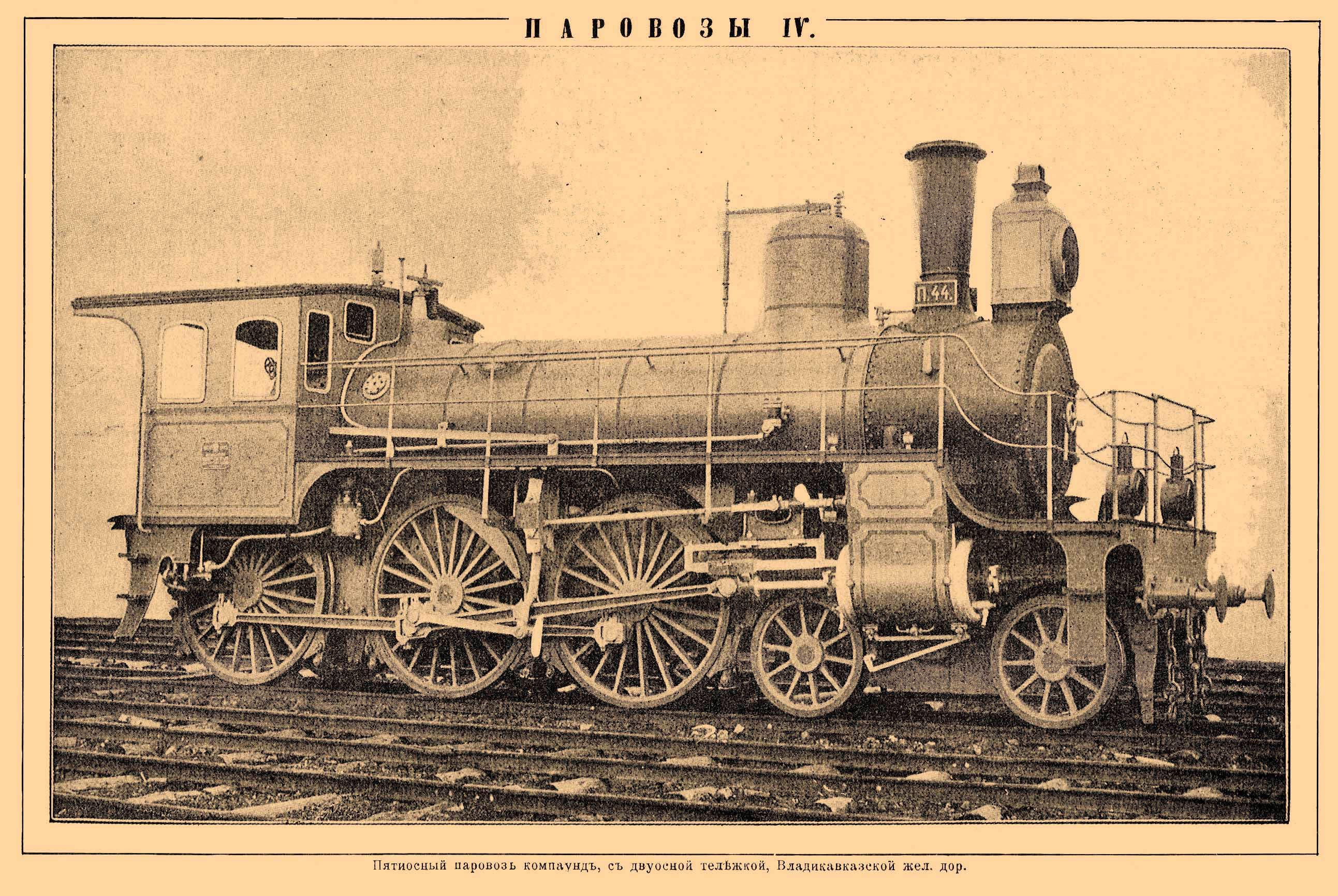
Locomotora Y, Diccionario Enciclopédico Brockhaus y Efron.

En 1913 la red de ferrocarril contaba con 2 511 km de vía, de los cuales 684 km eran de vía doble. Por la vía circulaban 795 locomotoras de vapor, 19.525 vagones de mercancías y 827 de pasajeros. El ferrocarril de Vladikavkaz fue uno de los primeros en utilizar mazut como combustible, debido a la existencia de campos de petróleo a lo largo del recorrido de la línea y a su producción barata. Una de las principales locomotoras utilizadas en la línea fue la Locomotora Yer (Паровоз Ь) del tipo 62 o la Y (Паровоз Ы). El ingeniero polaco Wacław Łopuszyński fue responsable de la creación de varios de estos modelos, especialmente diseñados para las necesidades de transporte de mercancías de este ferrocarril, como los modelos O (Паровоз O), Ts (Паровоз Ц), E (Паровоз Е) y Sh (Паровоз Ш). Los modelos E y O tendrían éxito internacional.
La línea era mantenida en 18 talleres pequeños a lo largo de la ruta y cuatro principales: Rostovski elektrovozoremontni zavod (en Rostov del Don), Vladikavkazski vagonoremontni zavod (Vladikavkaz), Novorosíiski vagonoremontni zavod (Novorosíisk) y Tijoretski mashinostroitelni zavod (Tijoretsk). La infraestructura del ferrocarril incluía el primer silo mecanizado de Rusia, en Novorosíisk (con capacidad para 48.240 toneladas de grano), y más tarde se construirían también en otras estaciones, así como un congelador de pescado en Derbent (177.000 toneladas), 30 depósitos de petróleo, dos oleoductos (en Grozni y Novorosíisk). Formaban parte de esta infraestructura cinco muelles en el mar Negro, dos de ellos con silos, una flota petrolera, un barco de vapor rompehielos y una refinería de petróleo en Grozni que producía 1 930 toneladas de combustible al día. En las 23 escuelas dependientes del ferrocarril estudiaban 5 600 alumnos. El ferrocarril también mantenía bibliotecas y siete hospitales.
El ferrocarril de Vladikavkaz pertenecía a la compañía por acciones del Ferrocarril de Vladikavkaz, cuya carta fundacional fue aprobada en 1872. Entre los accionistas se encontraban representantes del gran capital como: Alekséi Putílov, Aleksandr Wishnegradski, Aleksandr Davydov, miembros de la familia imperial y aristocracia de la corte. Se ha conservado información sobre los hermanos Terashkevich que dirigían las ofinas del ferrocarril en Tijoretsk y Yekaterinodar. El ingeniero de procesos Iósif Terashkevich era el jefe del depósito de Yekaterinodar, y su hermano Liudoslav-Severin Terashkevich era el jefe del taller de Tijoretsk. La sede de la empresa se hallaba en San Petersburgo, mientras que la dirección del ferrocarril tenía su sede en Rostov del Don. El ferrocarril fue uno de los más rentables del Imperio ruso. Se financió con la ayuda de créditos concedidos por el Banco del Volga y el Kama.
En septiembre de 1918, el ferrocarril fue nacionalizado y transferido al Comisariado Nacional de Medios de Comunicación. En 2006, las principales líneas del ferrocarril formaban parte de la red del ferrocarril del Cáucaso Norte, mientras que algunos tramos formaban parte de los Ferrocarriles del Volga.